# Turn- und Sportgemeinschaft 1899 Hoffenheim 2005-2006
Questa voce raccoglie le informazioni riguardanti il Turn- und Sportgemeinschaft 1899 Hoffenheim nelle competizioni ufficiali della stagione 2005-2006.

## Stagione
Nella stagione 2005-2006 l'Hoffenheim, allenato da Hans-Dieter Flick, Roland Dickgießer, Lorenz-Günther Köstner e Co-Alfred Schön, concluse il campionato di Regionalliga sud al 4º posto. In Coppa di Germania l'Hoffenheim fu eliminato al primo turno dallo Stoccarda.

## Rosa
| N. |                                | Ruolo | Calciatore       |
| -- | ------------------------------ | ----- | ---------------- |
| 1  | Germania (bandiera)            | P     | Daniel Haas      |
| 2  | Germania (bandiera)            | C     | Matthias Born    |
| 3  | Germania (bandiera)            | C     | Roland Bonimeier |
| 4  | Germania (bandiera)            | D     | Michael Zepek    |
| 5  | Germania (bandiera)            | D     | Marcel Throm     |
| 6  | Germania (bandiera)            | D     | Michael Rundio   |
| 7  | Serbia e Montenegro (bandiera) | C     | Dragan Paljić    |
| 8  | Germania (bandiera)            | D     | Michael Kümmerle |
| 9  | Germania (bandiera)            | A     | Kai Herdling     |
| 9  | Croazia (bandiera)             | A     | Tomislav Marić   |
| 10 | Turchia (bandiera)             | C     | Selim Teber      |
| 11 | Germania (bandiera)            | C     | Jochen Seitz     |
| 12 | Germania (bandiera)            | D     | Denis Bindnagel  |
| 13 | Germania (bandiera)            | C     | Martin Lanig     |
| 14 | Sierra Leone (bandiera)        | A     | Sahr Senesie     |
| 15 | Germania (bandiera)            | D     | Mario Göttlicher |

| N. |                                 | Ruolo | Calciatore         |
| -- | ------------------------------- | ----- | ------------------ |
| 16 | Germania (bandiera)             | C     | Matthias Keller    |
| 17 | Germania (bandiera)             | C     | Sandro Cescutti    |
| 18 | Bosnia ed Erzegovina (bandiera) | C     | Nevzet Zukic       |
| 19 | Germania (bandiera)             | C     | Sebastian Hofmann  |
| 20 | Germania (bandiera)             | P     | Thomas Hillenbrand |
| 21 | Germania (bandiera)             | C     | Timo Böttjer       |
| 22 | Germania (bandiera)             | A     | Alexander Blessin  |
| 23 | Turchia (bandiera)              | C     | Serhat Gülbas      |
| 24 | Germania (bandiera)             | C     | Sascha Boller      |
| 25 | Germania (bandiera)             | C     | Alexander Huber    |
| 27 | Germania (bandiera)             | D     | Christian Daub     |
| 26 | Germania (bandiera)             | C     | Tim Bauer          |
| 28 | Turchia (bandiera)              | D     | Matthias Örüm      |
| 29 | Germania (bandiera)             | A     | Thomas Pelka       |
| 34 | Germania (bandiera)             | A     | Danny Winkler      |

## Organigramma societario
Area tecnica
- Allenatore:
- Allenatore in seconda: Alfred Schön
- Preparatore dei portieri: Uwe Nägele
- Preparatori atletici:
- Analisi video:

## Calciomercato

### Sessione estiva
| Acquisti | Acquisti          | Acquisti          | Acquisti |
| R.       | Nome              | da                | Modalità |
| -------- | ----------------- | ----------------- | -------- |
| C        | Tim Bauer         | Werder Brema II   |          |
| A        | Alexander Blessin | Pfullendorf       |          |
| P        | Daniel Haas       | Hannover 96       |          |
| C        | Matthias Keller   | Eintracht Treviri |          |
| A        | Daniel Reule      | Karlsruhe         |          |
| A        | Sahr Senesie      | Grasshoppers      |          |

| Cessioni | Cessioni       | Cessioni      | Cessioni |
| R.       | Nome           | a             | Modalità |
| -------- | -------------- | ------------- | -------- |
| C        | Oguzhan Biyik  | Hoffenheim II |          |
| P        | Kevin Knödler  | Elversberg    |          |
| D        | Kai Mühlbauer  | Hoffenheim II |          |
| C        | Michael Öller  | Ismaning      |          |
| C        | Heiko Petersen | Holstein Kiel |          |
| A        | Heiko Throm    | Sandhausen    |          |

### Sessione invernale
| Acquisti | Acquisti         | Acquisti              | Acquisti |
| R.       | Nome             | da                    | Modalità |
| -------- | ---------------- | --------------------- | -------- |
| D        | Michael Rundio   | Greuther Fürth        |          |
| C        | Jochen Seitz     | Kaiserslautern        |          |
| C        | Roland Bonimeier | Wacker Burghausen     |          |
| C        | Alexander Huber  | Eintracht Francoforte |          |
| C        | Selim Teber      | Denizlispor           |          |

| Cessioni | Cessioni     | Cessioni          | Cessioni |
| R.       | Nome         | a                 | Modalità |
| -------- | ------------ | ----------------- | -------- |
| A        | Daniel Reule | Kaiserslautern II |          |
| A        | Björn Weber  | Astoria Walldorf  |          |

## Risultati

### Regionalliga

#### Girone di andata
| Arbitro: | Viktora |

|                        |           |             |
| Cescutti 80’ Lanig 84’ | Marcatori | 55’ Reinert |

| Arbitro: | Brych |

|  |           |                                      |
|  | Marcatori | 41’ Blessin 54’ Cescutti 81’ Senesie |

| Arbitro: | Drees |

|             |           |          |
| Senesie 59’ | Marcatori | 74’ Kern |

| Arbitro: | Maier |

|  |           |              |
|  | Marcatori | 10’ Cescutti |

| Arbitro: | Wagner |

|                  |           |            |
| Reule 74’ (rig.) | Marcatori | 24’ Christ |

| Arbitro: | Kampka |

|  |           |                            |
|  | Marcatori | 30’, 44’ Senesie 89’ Reule |

| Arbitro: | Schlutius |

|            |           |  |
| Blessin 5’ | Marcatori |  |

| Arbitro: | Hofmann |

|           |           |  |
| Braun 32’ | Marcatori |  |

| Arbitro: | Perl |

|  |           |           |
|  | Marcatori | 17’ Lanig |

| Arbitro: | Drees |

|  |           |                 |
|  | Marcatori | 65’ Sprecakovic |

| Arbitro: | Stachowiak |

|           |           |  |
| Džaka 20’ | Marcatori |  |

| Arbitro: | Meyer |

|             |           |                                     |
| Cescutti 4’ | Marcatori | 14’ Vaccaro 33’ Thorandt 67’ Löring |

| Arbitro: | Stieler |

|            |           |             |
| Sajaia 65’ | Marcatori | 46’ Blessin |

| Arbitro: | Wingenbach |

|               |           |  |
| Bindnagel 79’ | Marcatori |  |

| Arbitro: | Palilla |

|  |           |                                                         |
|  | Marcatori | 24’ Blessin 60’ (rig.) Senesie 69’, 80’ (rig.) Cescutti |

| Arbitro: | Pflaum |

|          |           |                        |
| Örüm 81’ | Marcatori | 39’ Rathgeb 71’ Famewo |

| Arbitro: | Aytekin |

|                |           |  |
| Sieverling 42’ | Marcatori |  |

#### Girone di ritorno
| Arbitro: | Metzger |

|          |           |                            |
| Bohl 85’ | Marcatori | 58’ Boller 82’ (rig.) Örüm |

| Arbitro: | Leicher |

|                            |           |           |
| Reule 11’, 72’ Blessin 89’ | Marcatori | 66’ Lemke |

| Arbitro: | Kempter |

|            |           |                                       |
| Atmani 39’ | Marcatori | 47’ (rig.) Marić 86’ Throm 90’ Boller |

| Arbitro: | Perl |

|                     |           |               |
| Marić 50’ Zepek 60’ | Marcatori | 79’ Vujanović |

| Arbitro: | Leicher |

|                          |           |                         |
| Okle 47’, 54’ Khalil 82’ | Marcatori | 42’ Marić 77’ Bonimeier |

| Arbitro: | Aytekin |

|           |           |  |
| Marić 26’ | Marcatori |  |

| Arbitro: | Dingert |

|                     |           |  |
| Maierhofer 52’, 68’ | Marcatori |  |

| Arbitro: | Fleischer |

|           |           |              |
| Teber 62’ | Marcatori | 54’ Hartmann |

| Arbitro: | Grudzinski |

|                       |           |                         |
| Marić 33’ Blessin 51’ | Marcatori | 54’ Juškić 64’ Iličević |

| Arbitro: | Schriever |

|  |           |           |
|  | Marcatori | 18’ Marić |

| Arbitro: | Stark |

|             |           |                     |
| Senesie 32’ | Marcatori | 25’ Keïta 53’ Ziehl |

| Arbitro: | Seemann |

|            |           |  |
| Löring 90’ | Marcatori |  |

| Arbitro: | Schiffner |

|                      |           |  |
| Marić 68’ Paljić 87’ | Marcatori |  |

| Arbitro: | Blos |

|           |           |                           |
| Dione 51’ | Marcatori | 5’ (rig.) Marić 82’ Seitz |

| Arbitro: | Kampka |

|  |           |                            |
|  | Marcatori | 9’ (rig.) Adler 13’ Träsch |

| Arbitro: | Christ |

|                     |           |                  |
| Berger 40’ Galm 78’ | Marcatori | 77’ (rig.) Marić |

| Arbitro: | Steinberg |

|                                 |           |          |
| Lanig 31’ Zepek 80’ Blessin 82’ | Marcatori | 59’ Leis |

### Coppa di Germania
| Arbitro: | Perl |

|                                    |           |                                                  |
| Ollhoff 14’ Cescutti 45’ Örüm 120’ | Marcatori | 38’ Meißner 54’ Tomasson 100’ Carević 118’ Cacau |

## Statistiche

### Statistiche di squadra
| Competizione      | Punti | In casa | In casa | In casa | In casa | In casa | In casa | In trasferta | In trasferta | In trasferta | In trasferta | In trasferta | In trasferta | Totale | Totale | Totale | Totale | Totale | Totale | DR  |
| Competizione      | Punti | G       | V       | N       | P       | Gf      | Gs      | G            | V            | N            | P            | Gf           | Gs           | G      | V      | N      | P      | Gf     | Gs     | DR  |
| ----------------- | ----- | ------- | ------- | ------- | ------- | ------- | ------- | ------------ | ------------ | ------------ | ------------ | ------------ | ------------ | ------ | ------ | ------ | ------ | ------ | ------ | --- |
| Regionalliga sud  | 56    | 17      | 8       | 4       | 5       | 23      | 19      | 17           | 9            | 1            | 7            | 24           | 15           | 34     | 17     | 5      | 12     | 47     | 34     | +13 |
| Coppa di Germania | -     | 1       | 0       | 0       | 1       | 3       | 4       | 0            | 0            | 0            | 0            | 0            | 0            | 1      | 0      | 0      | 1      | 3      | 4      | -1  |
| Totale            | 56    | 18      | 8       | 4       | 6       | 26      | 23      | 17           | 9            | 1            | 7            | 24           | 15           | 35     | 17     | 5      | 13     | 50     | 38     | +12 |

### Andamento in campionato
| Giornata  | 1 | 2 | 3 | 4 | 5 | 6 | 7 | 8 | 9 | 10 | 11 | 12 | 13 | 14 | 15 | 16 | 17 | 18 | 19 | 20 | 21 | 22 | 23 | 24 | 25 | 26 | 27 | 28 | 29 | 30 | 31 | 32 | 33 | 34 |
| --------- | - | - | - | - | - | - | - | - | - | -- | -- | -- | -- | -- | -- | -- | -- | -- | -- | -- | -- | -- | -- | -- | -- | -- | -- | -- | -- | -- | -- | -- | -- | -- |
| Luogo     | C | T | C | T | C | T | C | T | T | C  | T  | C  | T  | C  | T  | C  | T  | T  | C  | T  | C  | T  | C  | T  | C  | C  | T  | C  | T  | C  | T  | C  | T  | C  |
| Risultato | V | V | N | V | N | V | V | P | V | P  | P  | P  | N  | V  | V  | P  | P  | V  | V  | V  | V  | P  | V  | P  | N  | N  | V  | P  | P  | V  | V  | P  | P  | V  |
| Posizione | 3 | 2 | 2 | 2 | 3 | 1 | 1 | 2 | 2 | 4  | 5  | 6  | 7  | 4  | 3  | 4  | 5  | 4  | 3  | 3  | 3  | 3  | 2  | 3  | 3  | 3  | 3  | 3  | 4  | 3  | 3  | 4  | 4  | 4  |

Legenda:

Luogo: C = Casa; T = Trasferta. Risultato: V = Vittoria; N = Pareggio; P = Sconfitta.

### Statistiche dei giocatori
| Giocatore      | Regionalliga sud | Regionalliga sud | Regionalliga sud | Regionalliga sud | Coppa di Germania | Coppa di Germania | Coppa di Germania | Coppa di Germania | Totale   | Totale | Totale      | Totale     |
| Giocatore      | Presenze         | Reti             | Ammonizioni      | Espulsioni       | Presenze          | Reti              | Ammonizioni       | Espulsioni        | Presenze | Reti   | Ammonizioni | Espulsioni |
| -------------- | ---------------- | ---------------- | ---------------- | ---------------- | ----------------- | ----------------- | ----------------- | ----------------- | -------- | ------ | ----------- | ---------- |
| T. Bauer       | 1                | 0                | 0                | 0                | 0                 | 0                 | 0                 | 0                 | 1        | 0      | 0           | 0          |
| D. Bindnagel   | 28               | 1                | 4                | 0                | 1                 | 0                 | 1                 | 0                 | 29       | 1      | 5           | 0          |
| A. Blessin     | 33               | 7                | 4                | 0                | 1                 | 0                 | 0                 | 0                 | 34       | 7      | 4           | 0          |
| S. Boller      | 15               | 2                | 2                | 0                | 0                 | 0                 | 0                 | 0                 | 15       | 2      | 2           | 0          |
| R. Bonimeier   | 14               | 1                | 4                | 0                | 0                 | 0                 | 0                 | 0                 | 14       | 1      | 4           | 0          |
| M. Born        | 0                | 0                | 0                | 0                | 0                 | 0                 | 0                 | 0                 | 0        | 0      | 0           | 0          |
| T. Böttjer     | 24               | 0                | 3                | 0                | 1                 | 0                 | 0                 | 0                 | 25       | 0      | 3           | 0          |
| S. Cescutti    | 19               | 6                | 1                | 0                | 1                 | 1                 | 0                 | 0                 | 20       | 7      | 1           | 0          |
| C. Daub        | 3                | 0                | 0                | 0                | 0                 | 0                 | 0                 | 0                 | 3        | 0      | 0           | 0          |
| M. Göttlicher  | 13               | 0                | 3                | 0                | 0                 | 0                 | 0                 | 0                 | 13       | 0      | 3           | 0          |
| S. Gülbas      | 0                | 0                | 0                | 0                | 0                 | 0                 | 0                 | 0                 | 0        | 0      | 0           | 0          |
| D. Haas        | 13               | 0                | 1                | 0                | 0                 | 0                 | 0                 | 0                 | 13       | 0      | 1           | 0          |
| K. Herdling    | 2                | 0                | 0                | 0                | 0                 | 0                 | 0                 | 0                 | 2        | 0      | 0           | 0          |
| T. Hillenbrand | 23               | 0                | 0                | 0                | 1                 | 0                 | 0                 | 0                 | 24       | 0      | 0           | 0          |
| S. Hofmann     | 3                | 0                | 0                | 0                | 0                 | 0                 | 0                 | 0                 | 3        | 0      | 0           | 0          |
| A. Huber       | 11               | 0                | 0                | 0                | 0                 | 0                 | 0                 | 0                 | 11       | 0      | 0           | 0          |
| M. Keller      | 21               | 0                | 6                | 0                | 1                 | 0                 | 0                 | 0                 | 22       | 0      | 6           | 0          |
| M. Kümmerle    | 15               | 0                | 0                | 1                | 0                 | 0                 | 0                 | 0                 | 15       | 0      | 0           | 1          |
| M. Lanig       | 31               | 3                | 11               | 1                | 1                 | 0                 | 0                 | 0                 | 32       | 3      | 11          | 1          |
| T. Marić       | 15               | 9                | 3                | 0                | 0                 | 0                 | 0                 | 0                 | 15       | 9      | 3           | 0          |
| T. Ollhoff     | 4                | 0                | 0                | 0                | 1                 | 1                 | 0                 | 0                 | 5        | 1      | 0           | 0          |
| D. Paljić      | 23               | 1                | 1                | 0                | 0                 | 0                 | 0                 | 0                 | 23       | 1      | 1           | 0          |
| T. Pelka       | 1                | 0                | 0                | 0                | 0                 | 0                 | 0                 | 0                 | 1        | 0      | 0           | 0          |
| D. Reule       | 14               | 4                | 3                | 0                | 1                 | 0                 | 0                 | 0                 | 15       | 4      | 3           | 0          |
| M. Rundio      | 0                | 0                | 0                | 0                | 0                 | 0                 | 0                 | 0                 | 0        | 0      | 0           | 0          |
| J. Seitz       | 10               | 1                | 3                | 0                | 0                 | 0                 | 0                 | 0                 | 10       | 1      | 3           | 0          |
| S. Senesie     | 26               | 6                | 4                | 1                | 1                 | 0                 | 0                 | 0                 | 27       | 6      | 4           | 1          |
| S. Teber       | 8                | 1                | 1                | 0                | 0                 | 0                 | 0                 | 0                 | 8        | 1      | 1           | 0          |
| M. Throm       | 25               | 1                | 4                | 1                | 1                 | 0                 | 0                 | 0                 | 26       | 1      | 4           | 1          |
| D. Winkler     | 0                | 0                | 0                | 0                | 0                 | 0                 | 0                 | 0                 | 0        | 0      | 0           | 0          |
| M. Zepek       | 30               | 2                | 6                | 0                | 1                 | 0                 | 0                 | 0                 | 31       | 2      | 6           | 0          |
| N. Zukic       | 13               | 0                | 0                | 1                | 1                 | 0                 | 0                 | 0                 | 14       | 0      | 0           | 1          |
| M. Örüm        | 27               | 2                | 4                | 0                | 1                 | 1                 | 1                 | 0                 | 28       | 3      | 5           | 0          |